# Muzeul Național al Banatului
Muzeul Național al Banatului este un muzeu din Timișoara cu sediul central în Castelul Huniade. A fost înființat în 1872, sub numele de "Societatea de Istorie și Arheologie". Adăpostește cea mai importantă colecție de obiecte arheologice din Banat. La parter, găzduiește Sanctuarul Neolitic de la Parța, un monument unic în Europa. Muzeul cuprinde Secția de istorie, Secția de Arheologie, Secția de Șiințele Naturii și Laboratorul Zonal de Restaurare. În anul 2016 Muzeul Banatului a devenit Muzeul Național al Banatului.

## Istoric
În urma constituirii în 25 iulie 1872 a Societății de Istorie și Arheologie din Banat, din initiativa lui Zsigmond Ormós s-au pus bazele Muzeului Banatului, acesta donând o mare parte a obiectelor din colecțiile personale noului muzeu. Primele obiecte de patrimoniu care au intrat în inventarul său au fost depozitate la început într-o încăpere din Palatul Episcopiei de Cenad. Obiectele muzeului au provenit din donații, descoperiri arheologice întâmplătoare și achiziții.
În anul 1876, cu sprijinul prefectului comitatului Timiș, Ormós Zsigmond Societatea de Istorie și Arheologie din Banat a primit două încăperi în Casa Wellaner, pe stada Lonovics, sediu al muzeului până în perioada interbelică.
Deschiderea oficială a Muzeului Banatului pentru public a avut loc în anul 1877. În această perioadă patrimoniul muzeului a sporit cu rapiditate.
În anul 1879 s-a înființat o Societate muzeală aparte, care urma să se ocupe în exclusivitate de activitatea Muzeului Banatului. Această nouă societate culturală s-a unificat în anul 1884 cu Societatea de Istorie și Arheologie, luând ființă astfel Societatea Muzeală de Istorie și Arheologie.
Din anul 1887 clădirea Wellaner intră în reparații generale, lucrări care au durat mai mulți ani, patrimoniul Muzeului Banatului fiind adăpostit în tot acest timp în clădirea vechii prefecturi. În anul 1888 a fost terminată ridicarea Palatului muzeal (azi Biblioteca Academiei Române, filiala Timișoara), clădire care s-a dovedit de la început prea mică pentru a adăposti colecțiile Muzeului Banatului. În 1889 Muzeul Banatului a fost redeschis pentru public. La începutul ultimului deceniu al secolului XIX, muzeul avea următoarele colecții: de arheologie și istorie veche, pinacotecă, științele naturii, bibliotecă și arhivă. În 1892 s-a decis constituirea unei secții de artă decorativă. Anul 1893 a însemnat pentru secția de istorie momentul declanșării unor săpături arheologice de specialitate, ce au continuat de-a lungul deceniilor următoare.
În anul 1896 Muzeul Banatului a participat la expoziția universală de la Budapesta cu mai multe obiecte, câștigând o medalie de bronz și o diplomă de mulțumire.
O activitate importantă în vederea organizării muzeului au avut-o Szentkláray Jenő, Berkeszi István Pontelly István, Patzner István, Deschán Achill sau Kabdebó Gergely.
Odată cu integrarea Banatului în cadrul statului național român (1 decembrie 1918) Muzeul Banatului a intrat într-o nouă perioadă.
O activitate importantă în vederea reorganizării muzeului a avut-o Emanuil Ungureanu, care a deținut în anii interbelici funcția de inspector cultural al orașului Timișoara. Muzeul s-a confruntat în întreaga periodă interbelică cu lipsa spațiului. Cu toate aceste greutăți muzeul și-a sporit colecțiile, un rol important în bunul mers al instituției avându-l Joachim Miloia, Dionisie Linția, Aurel Ciupe, Marius Moga. Au fost cercetate bisericile de lemn din Banat, au avut loc săptămâni arheologice organizate științific (coordonate de către reputatul istoric Constantin Daicoviciu), s-au îmbogățit colecțiile de naturale și de artă prin intrarea în patrimoniul lor a unor piese foarte rare. În același timp Muzeul Banatului a participat la o serie de expoziții organizate în țară și în străinătate.
Cel de-al doilea război mondial a îngreunat bunul mers al Muzeului Banatului. Evacuate din cauza bombardamentelor, multe dintre piesele Muzeului Banatului au fost furate de către trupele sovietice aflate în Timișoara (după ce în primul război mondial patrimoniul muzeal a avut de suferit de pe urma ocupației militare sârbe și a autorităților maghiare).
În anul 1948 Muzeul Banatului a fost transferat în Castelul Huniazilor din Timișoara. După anul 1950 colecțiile muzeului s-au îmbogățit cu piese valoroase. O parte din acestea au fost depozitate în Biserica Mizericordienilor, dezafectată serviciului religios.
Până în 1 ianuarie 2006 Muzeul Banatului Timișoara cuprindea următoarele secții: Secția de Istorie, Secția de Științele Naturii, Secția de Artă, Secția de Etnografie, precum și Laboratorul Zonal de Restaurare , constituind o instituție culturală de referință a Banatului.
Din 01 ianuarie 2006 Secția de Artă devine instituție de sine stătătoare cu numele de "Muzeul de Artă Timișoara".
Din iulie 2006 Secția de Etnografie a fost transferată în cadrul Muzeului Satului Bănățean Timișoara.

## Secția de Istorie
Muzeul de Istorie a fost constituit pe lângă Societatea de Istorie și Arheologie (datată în 1872). De-a lungul anilor a funcționat în diferite sedii, din anul 1947 aflându-se în Castelul Huniazilor. Parimoniul său este reprezentativ pentru provincia istorică cunoscută sub numele de Banatul Timișean, acoperind întreaga perioada de timp din preistorie și până în prezent.
Principalele sale colecții sunt structurate pe domeniile:
- arheologie
- numismatică
- memorialistică
- cartografie
- carte veche românească și străină
- geme și camee
- istorie.

## Secția de Arheologie
Constituirea în 1872 a Societății de Istorie și Arheologie din Banat marchează începuturile Muzeului Banatului. Printre scopurile de atunci ale Societății consemnăm cercetarea trecutului istoric, înființarea unui muzeu de istorie și arheologie și inițierea unor săpături arheologice.
Primele obiecte muzeale provin din donații, descoperiri arheologice întâmplătoare și achiziții. Se cuvine să amintim marea donație de antichități din 1873 a generalului Anton Scudier constând în mai multe monumente epigrafice și sculpturale romane și feudale, provenind de la Titel (astăzi Iugoslavia). Monumente romane au fost aduse și din Banat (Caransebeș, Orșova etc.). De-a lungul timpului, în patrimoniul muzeului au intrat, prin donații sau achiziții, colecții valoroase: Ormós, Pongracz, Cesnola etc.
În 1877 are loc deschiderea oficială a muzeului pentru public. Numărul pieselor arheologice crește an de an; acest proces ia o mai mare amploare o dată cu declanșarea unor săpături arheologice sistematice (1893), ajungându-se în 1916 la peste 17.000 de obiecte. Revigorarea cercetărilor arheologice se petrece abia după al doilea război mondial, în special în anii '60, prin săpăturile întreprinse de specialiștii Muzeului Banatului. Menționăm cercetările de la Tibiscum, Cruceni, Bobda, Hodoni, Parța, Remetea Mare, Foeni. Astfel, numărul de obiecte arheologice a crescut vertiginos, ajungând în prezent la peste 350.000, incluzând piese din paleolitic până în epoca modernă, provenind în special din situri de pe teritoriul Banatului. În ultimii ani, temele de cercetare ale arheologilor secției de istorie vizează cu precădere probleme majore ale neoliticului, epocii bronzului, epocii fierului și ale celei romane, ale epocii migrațiilor și epocii medievale timpurii. 
O parte din obiectele muzeale ale colecțiilor sunt prezentate în cadrul următoarelelor expoziții permanente (găzduite în 19 săli ale muzeului):
- Paleoliticul și epipaleoliticul
- Neoliticul, Sanctuarul neolitic de la Parța
- Epoca bronzului
- Epoca fierului (tracii de nord și geto-dacii)
- Epoca daco-romană (dacia romană, daco-romanitatea)
- Perioada prefeudală și medievală
- Epoca modernă și contemporană,

## Secția de Științele Naturii
Secția de Științele Naturii este urmașul direct al Societății de Științele Naturii din Timișoara (1873-1918), care a focalizat în jurul ei personalități de seamă ale Timișoarei de atunci, ca Dr. V. Szmolay, E. Merkl, Dr. L. Kuhn, Dr. L. Tökés, G. Czirbusz, Zs. Ormós și alții, precum și personalități mondiale ale vremii, ca E. Holub și alții. Acum mai bine de 125 ani, Societatea de Științele Naturii și-a propus cultivarea și răspândirea tuturor domeniilor științelor naturii, în general, și cercetarea condițiilor naturale ale Banatului, în special. În acest scop a ținut conferințe de popularizare, a organizat excursii și expediții de colectare și studiu în Banat, a înființat Muzeul de Științele Naturii, o bibliotecă de specialitate, a editat buletinul Societății, Caiete de Științele Naturii, și a intrat în legătură eu alte societăți similare, prin corespondență, schimb de publicații și vizite. Datorită efervescenței activității cultural-științifice desfășurate de Societatea de Științele Naturii din Timișoara s-a descoperit Banatul din punct de vedere naturalistic, s-au pus bazele unor colecții științifice (muzeul, biblioteca), timișorenii au făcut cunoștință, printre primii, cu fonograful, microfonul, telegraful, ș.a., au folosit în mod public din 1882 telefonia (premieră națională), iar din 12 noiembrie 1884 au iluminat străzile orașului prin curent electric (premieră europeană), au avut un laborator de analiză a produselor alimentare și a laptelui, o stațiune de meteorologie și seismologie, și multe altele, care au făcut ca, la sfârșitul secolului trecut, Timișoara să fie considerat un oraș european modern.
În perioada interbelică (1919-1945) colecțiile vechi ce s-au diminuat datorită spațiilor inadecvate și dăunătorilor specifici, au fost treptat înlocuite cu noile colecții. Se construiesc primele expoziții, iar noile modalități de expunere, în biogrupuri și diorame, deschid o perioadă modernă a muzeologiei românești, ai cărei mentori spirituali și principali organizatori au fost G. Antipa la București și D. Linția la Timișoara. Dionisie Linția (1880-1952), vânător, dermoplastician și ornitolog erudit, a condus și a construit Muzeul de Științele Naturii până la sfârșitul vieții lui, a pus bazele celei mai mari colecții de păsări autohtone din România, a întocmit primul catalog al acestei colecții, a înființat Stațiunea Ornitologică Jurilovca-Timișoara (prima stațiune ornitologică din țară), a participat la organizarea Primului Congres al Naturaliștilor din România. De numele lui se leagă și înființarea Stațiunii Zoologice de la Sinaia, a Societății de vânătoare Hubertus, a Societății de pescuit Somnul din Timișoara, ș.a. Lucrarea sa, Păsările României, în 3 volume, este cartea de căpătâi a ornitologilor și cuprinde toate datele știute în această specialitate până la el.
În 1954 Muzeul de Științele Naturii se mută în Castelul Huniade, etajul II, ca parte integrantă a Muzeului Bănățean, mai târziu Muzeul Banatului Timișoara, unde ființează și astăzi, cu o dinamică specifică a expozițiilor. La aniversarea Muzeului, în 1973, inventarul Secției de Științele Naturii se compunea din peste 35.000 de piese muzeale, avea expoziții temporare și itinerante. Dintre cei care au desăvârșit această operă culturală inedită amintim pe E. Nadra, Dr. F. König, Dr. Dumitru Spătaru, Elena Stratul, C. Rișcuția, ca specialiști, pe C. Borsicki, A. Rădulescu, I. Szaappanos, D. Dure, ca artiști plastici. În perioada 1984-1985 Secția de Științele Naturii a fost demolată în proporție de 80%, sub impulsul politic al vremii, iar depozite bine amenajate au fost mutate în locuri neadecvate.
Astăzi Secția de Științele Naturii oferă vizitatorilor expozițiile permanente "Flora și fauna Banatului" (ultimul tronson documentar de micro și macrodiorame ale muzeotehnicii românești), "Evoluția omului" (reconstituire revizuită în 1997 după modelul inițil din 1972), "Evoluția viețuitoarelor" (idem, sub formă de microdiorame, unicate naționale) și "Mineralogie" (comlpetare și repunere selectivă în 1998 a materialului din expoziția realizată în anul 1972).
Refacerea circuitului de vizitare pe etajul II este un deziderat major în preocupările colectivului Secției.
Secția de Științele Naturii dispune de peste 50.000 de piese muzeale, repartizate pe baza criteriilor științifice în colecții, dintre care cele mai semnificative sunt: Colecția de roci și minerale, Colecția de paleontologie, Colecția de plante presate (Herbarul), Colecția de fluturi (Lepidoptere), Colecția de gândaci (Coleoptere), Colecția de moluște exotice (Malacologie), Colecția de păsări (Ornitologie).

## Laboratorul Zonal de Restaurare
Laboratorul Zonal de Restaurare, din cadrul Muzeului Național al Banatului din Timișoara, a fost constituit în anul 1975. Încă de la început, a fost unul dintre cele mai importante și mai mari laboratoare de profil din țară, având sectoare specializate în restaurarea și conservarea metalelor, ceramicii-sticlei-portelanului, cărtii vechi-hârtiei, a picturii, a textilelor, pietrei și a lemnului-mobilier. A fost încadrat cu un număr de 32 de specialiști restauratori și investigatori. În anul 2016 Laboratorul Zonal de Restaurare cuprinde următoarele sectoare specializate: hârtie - carte veche, metal, ceramică, lemn-mobilier, piatră, conservare preventivă și investigatii chimice.
În cei peste 40 de ani trecuți de la înființare, specialiștii laboratorului au restaurat și conservat, în numeroase cazuri au salvat, zeci de mii de obiecte din patrimonial cultural național, din toate epocile istorice și din toate categoriile tipologice, multe dintre acestea fiind clasate la categoria Tezaur. Beneficiarii au fost muzee, biserici și culte religioase, alte instituții precum și persoane private din Timișoara, zona Banatului și a Crișanei, dar și din alte zone ale țarii.
Menționăm, pe categorii de suport, câteva dintre cele mai importante obiecte de valoare națională restaurate, de-a lungul anilor, în laboratorul nostru sau lucrări pentru alte instituții din țară:
1.Ceramică și metal 
1.1. Lucrări complexe de ridicare din teren și reconstituire în muzeu a Sanctuarului de la Parța și a mormântului de incinerație din epoca bronzului de la Voiteni;
1.2. Cămașa de zale dacică descoperită la Cugir, jud. Alba;
1.3. Piese romane de la Tibiscum;
1.4. Trusa de podoabe nobiliare romane;
1.5. “Pomul de fier” după care, la comanda Primăriei Timișoara, s-a executat și o copie care este expusă permanent, într-o nișă a unei clădiri, pe strada Carol Telbisz.
2. Ceramică, sticlă, porțelan și metal – arta decorativa pentru Muzeul Național Peleș și Muzeul Național de Arta a României din București, precum și arme din colecția Muzeul National Peleș.
3. Textile (istorice, etnografice, religioase), printre care menționăm “Steagul Reg. 1 Voluntari” participant la Marea Unire de la Alba Iulia, broderii medievale, tapiserii, costume bisericești pentru Muzeul National Peleș din Sinaia;
4. Hârtie – carte veche
4.1. Manuscrise pentru Biblioteca Naționala a României din București;
4.2. Incunabule pentru Muzeul din Miercurea-Ciuc;
4.3. Tipărituri din sec. XVI – XIX pentru Muzeul Vrancei din Focșani;
4.4. Tipărituri Coresi – sec. XVI, Varlaam – sec. XVII, Târgoviște 1649, Psaltire Blaj 1786.
5. Lemn-mobilier (de artă, etnografic)
5.1. Mobilier divers pentru Muzeul Național Peleș din Sinaia;
5.2. Mobilier și piese etnografice pentru Muzeul ASTRA din Sibiu;
5.3. Instrumente muzicale pentru Muzeul Național “George Enescu” din București.
Documentația știintifică rezultată, constituie o valoroasă bază de date pentru cercetarea interdisciplinară a patrimoniului cultural, în multe cazuri aceasta stând la baza cercetării din istorie, arheologie sau artă.
Cercetarea știintifică aplicată, specifică, s-a materializat în numeroase participări la sesiuni naționale și internaționale, în țară și străinătate, precum și cu publicarea a numeroase lucrări în volumele muzeelor din întreaga țară.
Datorită calității profesionale deosebite, mai mulți specialiști ai laboratorului au fost solicitați să participe la diferite acțiuni naționale de restaurare și conservare.
Majoritatea specialiștilor laboratorului au obținut din partea Ministerului Culturii  titlul de expert în restaurarea și conservarea patrimoniului, calitate care le conferă dreptul de a interveni pe bunuri culturale clasate la categoria Tezaur.